# Wittevrouwenhof
De Wittevrouwenhof, vroeger ook wel Thermidor genoemd, is een 18e-eeuws landhuis of buitenplaats in Scharn in het oostelijk deel van de Nederlandse gemeente Maastricht. Het gebouw, bestaande uit een woonhuis en koetshuis, is sinds 1966 beschermd onder de Monumentenwet en bestaat uit twee aparte rijksmonumenten.

## Geschiedenis en bewoners
Het huis Wittevrouwenhof is gelegen aan de Wethouder van Caldenborghlaan, na de Tweede Wereldoorlog tot de annexatie van Heer President Rooseveltlaan geheten, daarvoor Oude Akerstraat, samenvallend met de vroegere Romeinse en middeleeuwse weg van Maastricht naar Aken (de Oude Akerweg, een aftakking van de Via Belgica). De oorsprong van het huis Wittevrouwenhof is niet bekend, maar gaat vermoedelijk terug tot de late middeleeuwen. Hiervan getuigt een gewelfde, mergelstenen kelder. Tijdens het ancien régime behoorde het huis met 18 bunder land toe aan het Wittevrouwenklooster, dat waarschijnlijk vanaf de vroege 13e eeuw aan het Vrijthof was gevestigd en dat in deze omgeving uitgestrekte landerijen bezat (zie ook Wittevrouwenveld). Na opheffing van dit klooster door de Franse bezetters in 1796 werd de Wittevrouwenhof als domeingoed verkocht.
Koper was Frans Roemers, pastoor van de Sint-Jansparochie (gevestigd in de Sint-Jacobkapel), die op goede voet stond met de Fransen. Roemers bracht in het gebouw drie krankzinnige vrouwen uit het Wittevrouwenklooster onder. Uit deze tijd dateert waarschijnlijk de naam Thermidor, de benaming voor de zomermaand in de Franse republikeinse kalender. In 1825 kwam het huis in bezit van notaris Van Gulpen (oom van Philippe van Gulpen), die het door architect J.N. Bovi liet verbouwen tot woonhuis voor zijn dochter. Zij was getrouwd met Leopold Joseph Duquesne. Na het overlijden van de laatste Duquesne werden de landerijen verkocht en het huis verhuurd.
In 1967 kwam het pand in bezit van de handelsonderneming MOSAM, een importeur van industriegrondstoffen. Het landhuis en koetshuis werden daarna ingrijpend gerenoveerd en ingericht als kantoorruimte. Sinds 2007 is het Medisch Centrum de Wittevrouwenhof in het hoofdgebouw gevestigd, dat daartoe opnieuw werd verbouwd. In 2010 en 2013 werd het (para)medisch centrum uitgebreid met het verbouwde koetshuis en een ondergrondse haartransplantatiekliniek.

## Beschrijving van het huis

### Exterieur
De Wittevrouwenhof is een uit baksteen opgetrokken landhuis bestaande uit twee losse bouwdelen aan weerszijden van een open binnenplaats. De woonvleugel uit het begin van de 19e eeuw heeft twee verdiepingen en een hoge kapverdieping onder een mansardedak. De geblokte lisenen in de gevel en de deur- en vensteromlijstingen zijn van Naamse steen.
De remise of koetshuis ten oosten van het woonhuis bestaat uit één verdieping onder een zadeldak en heeft twee segmentboogingangen in hardsteen uit het begin van de 19e eeuw.

### Interieur
De Wittevrouwenhof had ooit een rijk interieur, dat nog maar ten dele intact is. Verdwenen bij de verbouwing in 1967 is een marmeren schoorsteenmantel, afkomstig uit het huis Looiersstraat 19 te Maastricht. Ook een stucplafond uit 1825 met een ruitvormige middenrozet, hoekrozetten en een gecanneleerde randlijst werd toen verwijderd of verdween onder een verlaagd plafond.

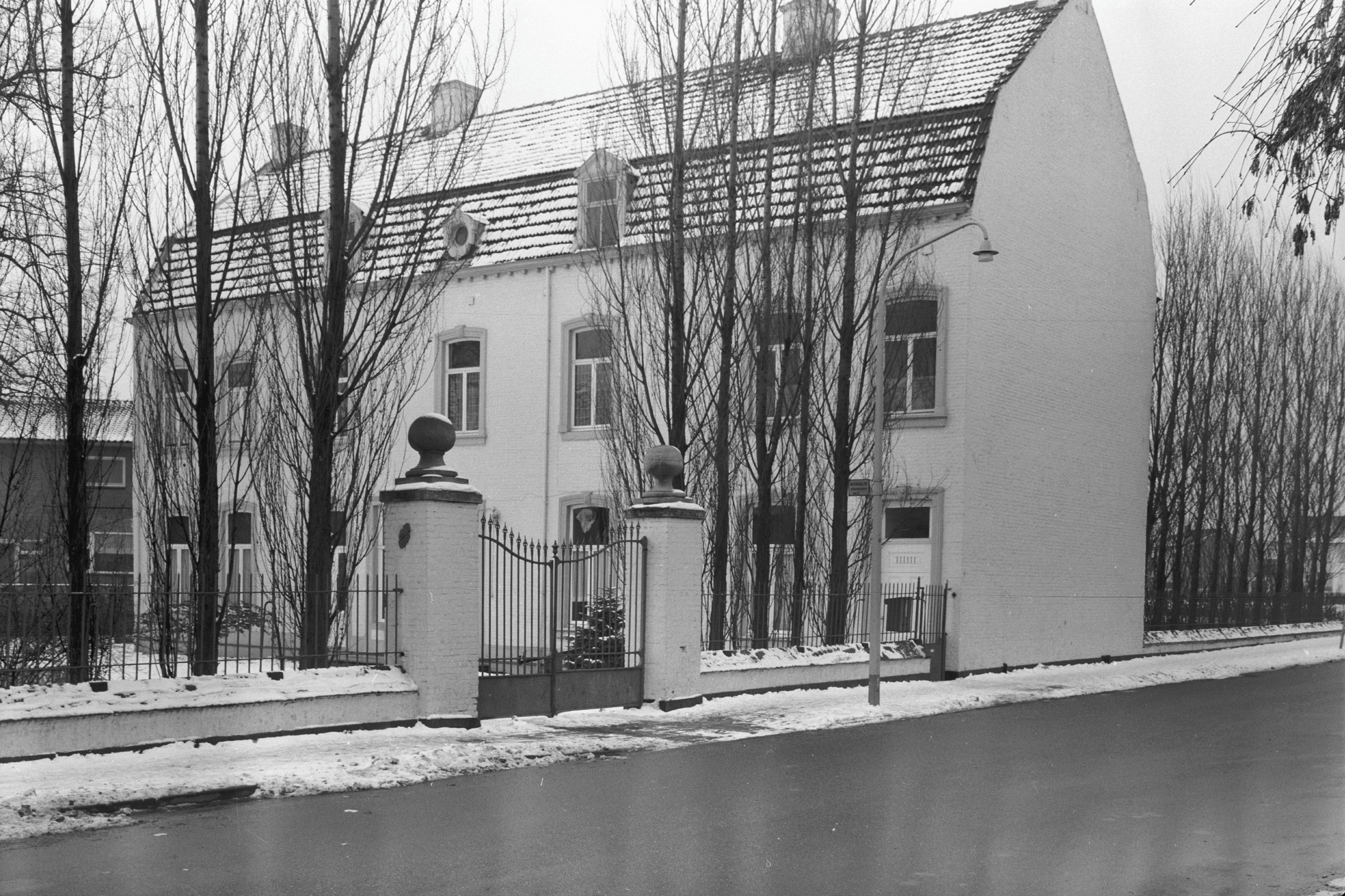
Woonvleugel, 1962
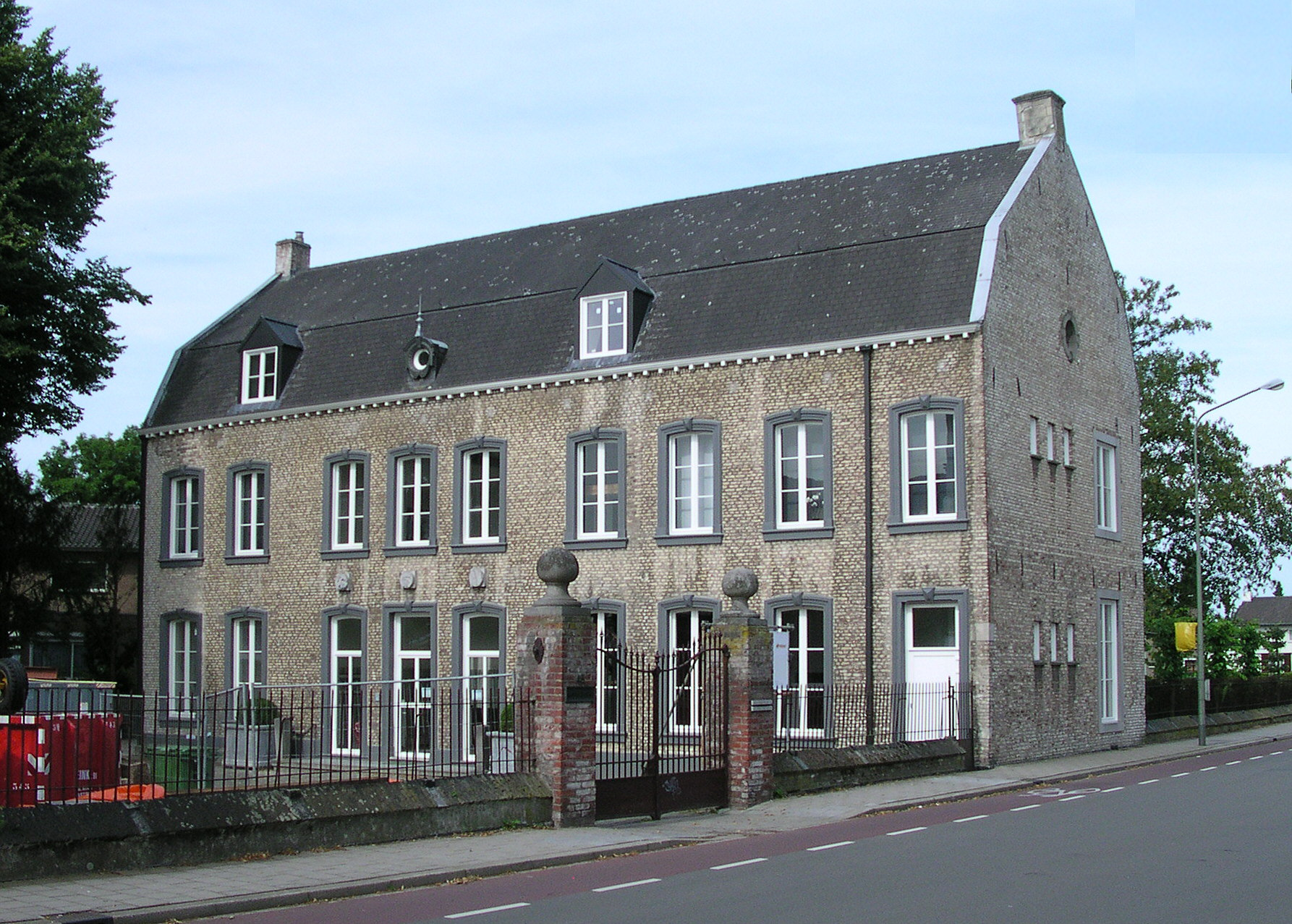
Idem, na de verbouwing
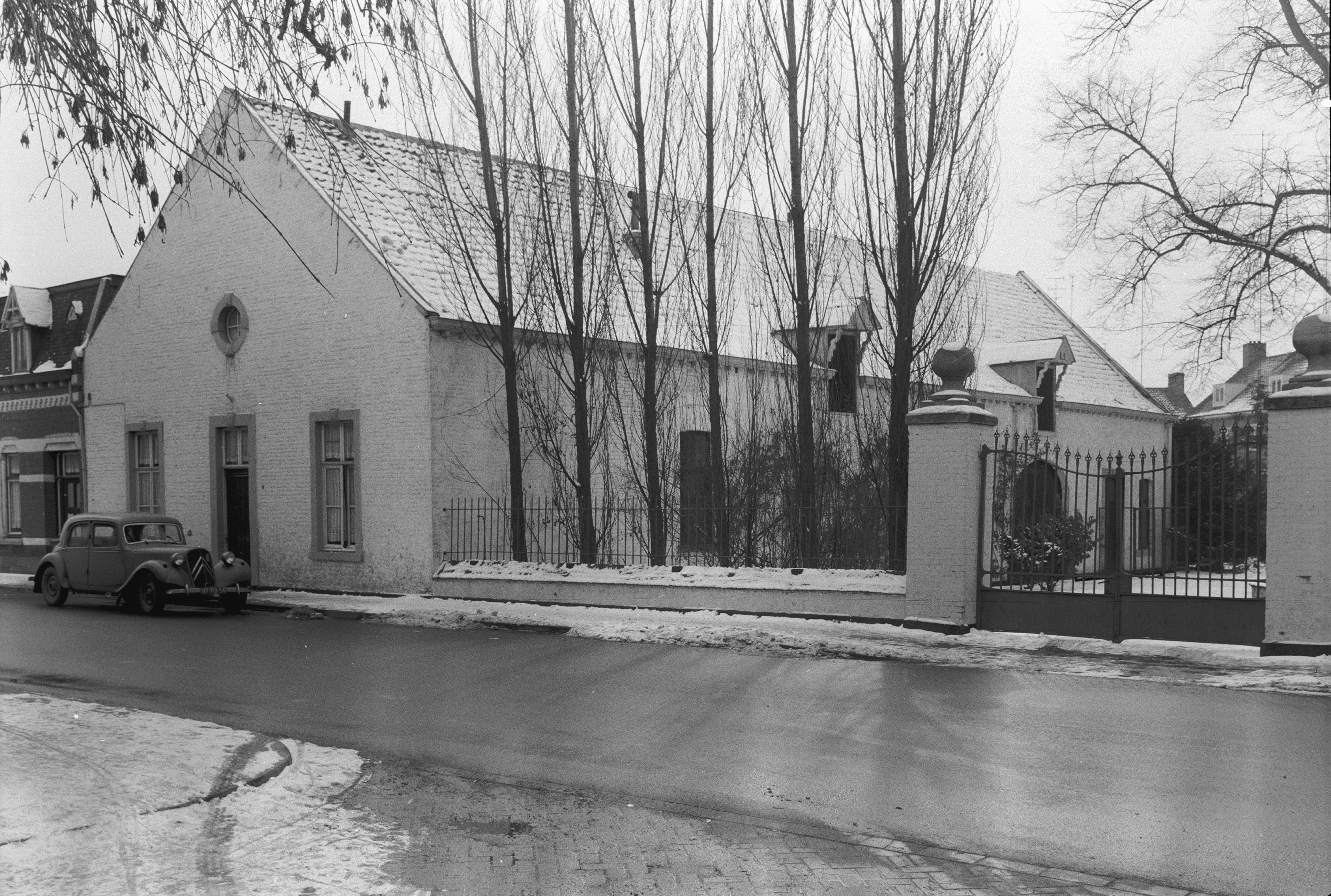
Koetshuis, 1962
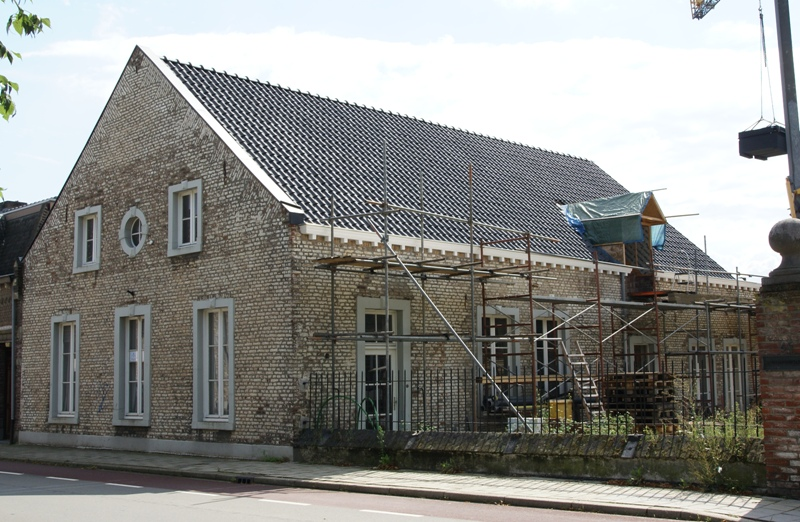
Tijdens de verbouwing